# Hymenomima infoveata
Hymenomima infoveata là một loài bướm đêm trong họ Geometridae.